# Michael Hopfes
Michael Hopfes, né le 11 février 1976 à Wolfratshausen en Bavière, est un patineur artistique allemand, double vice-champion d'Allemagne en 1997 et 2000.

## Biographie

### Carrière sportive
Michael Hopfes est double vice-champion d'Allemagne en 1997 et 2000, respectivement derrière ses compatriotes Andrejs Vlascenko et Stefan Lindemann.
Il représente son pays à deux mondiaux juniors (1993 à Séoul et 1994 à Colorado Springs), et un mondial senior (1997 à Lausanne). Il ne participe jamais ni aux championnats d’Europe ni aux Jeux olympiques d'hiver.
Il arrête les compétitions sportives après les championnats nationaux de 2000.

## Palmarès
| Compétition                         | 1993    | 1994    | 1995    | 1996    | 1997    | 1998    | 1999    | 2000    |  |  |  |  |  |  |
| Jeux olympiques d'hiver             |         |         |         |         |         |         |         |         |  |  |  |  |  |  |
| Championnats du monde               |         |         |         |         | 21e     |         |         |         |  |  |  |  |  |  |
| Championnats d’Europe               |         |         |         |         |         |         |         |         |  |  |  |  |  |  |
| Championnats d'Allemagne            | 5e      | F       | 5e      | 3e      | 2e      | 3e      | 3e      | 2e      |  |  |  |  |  |  |
| Championnats du monde juniors       | 12e     | 14e     |         |         |         |         |         |         |  |  |  |  |  |  |
|                                     |         |         |         |         |         |         |         |         |  |  |  |  |  |  |
| Grand Prix ISU                      | 1992/93 | 1993/94 | 1994/95 | 1995/96 | 1996/97 | 1997/98 | 1998/99 | 1999/00 |  |  |  |  |  |  |
| Skate America                       |         |         |         |         | 10e     |         | 7e      | 9e      |  |  |  |  |  |  |
| Skate Canada                        |         |         |         |         |         |         | 9e      |         |  |  |  |  |  |  |
| Coupe d'Allemagne                   |         |         |         |         |         | 10e     |         | 11e     |  |  |  |  |  |  |
| Trophée de France                   |         |         | 10e     |         |         | A       |         |         |  |  |  |  |  |  |
| Légende : F = Forfait ; A = Abandon |         |         |         |         |         |         |         |         |  |  |  |  |  |  |